# ミンク (企業)
株式会社ミンク（Mink）は、東京都武蔵野市吉祥寺に本社を置いたアダルトゲームメーカー。『夜勤病棟』で知られる同社は業界では古参の一つであったが、2018年をもって製作を完全に中止し、2022年全事業を終了した。

## 沿革

### 創立～『夜勤病棟』の大ヒット
株式会社ミンクは、1993年に株式会社エルフより阿比留壽浩と一部スタッフが独立する形で設立した。ミンクという名前は、目標としていたもののさらにもう一段上をいくものにしたいという思いからつけられた。当時はおたくに対する風当たりが強く、しかもゲームショップにアダルトゲーム専用のコーナーが用意されていない時代だったため、一般の客や女性店員が見ても大丈夫なように、かわいらしいキャラクターデザインの作品が多く作られた。阿比留は創立時の自身の姿勢について「彼ら（スタッフ）は日々の成長をちゃんと理解していましたから、その力を発揮させてやる場を与えつつ、常に鼻をヘシ折ってやる。その繰り返しですね」と話しており、毎日が喧嘩ばかりで楽しかったと『minky』10周年記念号のインタビューで振り返っている。
また、阿比留は「声に出してにやりとするようなタイトルがよい」という考えを持っており、例えば『ぺろぺろCandy』という題名は阿比留の命名によるものであり、同じ単語でも子供から見ると単なる飴でしかない一方、大人から見ると性的な意味にもとられることからつけられた。阿比留は他者がつけたタイトルは意向を尊重するとしたうえで、「かっこいいタイトルっていくつもあるソフトの中に埋もれますからね。それにみんなが思いつくから面白みがない」と、『minky』10周年記念号のインタビューで話している。タイトル決定に時間がかかった例として2001年に発売された『Lingeries』があり、最初は「OLシンドローム」というタイトル案が存在していた。
ブランド設立から5年目にあたる1997年には、自社作品のキャラクターが一堂に会するクロスオーバー作品『ミンク大作戦』が発売された。1998年には本社が武蔵野市吉祥寺に移転された。さらに、1999年12月22日、『夜勤病棟』を発表し、大ヒットとなる。
斬新なシステムや表現に挑戦した作品や、『Mi・da・ra』のように時の流行を自分たちなりに表現した作品が多く発表された。一方、ユーザーからはHシーンに至るまでの過程が淡白すぎるという指摘が寄せられることがあった。

### サブブランドの新設
2003年から2012年にかけてサブブランドの新設が行われた一方、Minkブランドは過去作品のリニューアル版のみの販売が中心だった。
まず、2003年にはM de PINKとM no Violet というサブブランドがそれぞれ設立された。M de PINKは「明るく超Hな作品」をコンセプトにしており、『しすたー・すきーむ』シリーズや『机乙女。』などが発売された。また、同ブランドはコマンド選択型アドベンチャーゲームが多いことでも知られていた。一方、淫靡さに重きを置いたM no VIOLETからは『Hell Guide』などの新規タイトルに加え、夜勤病棟シリーズのナンバリングタイトルや、『美しき獲物たちの学園』のリメイク版である『美学 YURIKA&ASUNA』など、過去のミンク作品に関連した作品が発売された。さらには2005年に設立されたM na REDは暴力表現に重きを置くことをコンセプトとしており、『HEAVEN ～Death Game～』が発売された。また、2007年には「心に残る作品」をという方針を打ち出したM ni AQUAが設立され、『南の島に降る雪』でデビューを果たし、2008年には夜勤病棟シリーズの番外編である『恋の恋 ～れんのこい～』を発表した。
2011年には新ブランド「スナック・ファクトリー」が、さらにその翌年の2012年には新ブランド「Mink EGO」がそれぞれ設立した。
また韓国にて、現地企業「해피 팩토리」からアダルトゲームを発売したことがある。これはアダルトゲームの会社としては珍しいことである。

### ミンクブランドでの発表再開～「終演」宣言
2014年、ミンクブランドより『13人の麗しきケダモノ』が発表され、その後も『LoveAndPeace』（2015年）や『月下香 ～偽りの絆～』（2017年）などといった新規タイトルの発表を続けた。2018年9月3日、ミンクはブランドとしての活動を終えることを発表し、スナック・ファクトリーから発売した『ママ隷奴』シリーズを1つにまとめた『熟した果実たち ～ママ隷奴・完全版～』を最終タイトルとして発売した。2019年には過去作の人気投票で上位にランクインした16作を収録した『Mink Final Best Memorial Pack』を発売したほか、『おかずのためのシーン鑑賞』シリーズを発売した。
2022年3月31日をもってすべての事業を終了し、2022年4月1日以降は株式会社EXNOAに営業権が移る。

## 主なスタッフ
同社の創立に携わった7人のうちの一人である渡中ノは多くのミンクの作品に参加してきた。1997年に入社した佐々木良和は『Danger Angel』などで原画を務めた。同社に所属していたスタッフの一部は1999年に株式会社美遊を設立する形で独立した。また、2001年に発表された『蒐集者 ～コレクター～』に原画家として参加した杉菜水姫は、九頭龍に移籍した後、Innocent Gray（有限会社グングニル）を設立した。

## 作品一覧
| 発売年月日     | 作品名                                                   | 備考                                                                                             |
| -------------- | -------------------------------------------------------- | ------------------------------------------------------------------------------------------------ |
| 1993年3月31日  | WONPARAウォーズ                                          |                                                                                                  |
| 1993年7月14日  | Gokko Vol.1 DOCTOR                                       | 『Gokko』シリーズ                                                                                |
| 1993年10月6日  | Gokko Vol.2 School Gal's                                 | 『Gokko』シリーズ                                                                                |
| 1993年12月18日 | Gokko Vol.3 ETCETERA                                     | 『Gokko』シリーズ                                                                                |
| 1994年4月13日  | ツーショットDiary                                        |                                                                                                  |
| 1994年8月11日  | Divers                                                   |                                                                                                  |
| 1994年10月4日  | Bomber Quest                                             |                                                                                                  |
| 1995年3月10日  | WONPARAウォーズII                                        | 『WONPARAウォーズ』の続編                                                                        |
| 1995年6月30日  | Minkでらっくす                                           | データ集 ドラマCD「GOKKO vol1.2/SCHOOL GAL's」番外編を収録。                                     |
| 1995年9月9日   | Dangel                                                   |                                                                                                  |
| 1995年12月2日  | Minkでらっくす2                                          | データ集 ドラマCD『WONPARAウォーズII』番外編を収録。                                             |
| 1995年12月9日  | ツーショットDiary2 memory1/4                             | データ集                                                                                         |
| 1996年2月29日  | ツーショットDiary2 memory2/4                             |                                                                                                  |
| 1996年4月6日   | ツーショットDiary2 memory3/4                             |                                                                                                  |
| 1996年5月24日  | ツーショットDiary2 memory4/4                             |                                                                                                  |
| 1996年11月1日  | 魔性の貌（かお）                                         |                                                                                                  |
| 1996年8月2日   | ぺろぺろCandy ～陽の章～                                 | リニューアル版である『陽の章 ～ぺろぺろCandy』は2005年2月25日に発売                              |
| 1996年8月27日  | GOKKO3参上!! 完全版                                      | 『Gokko 』シリーズの総集編                                                                       |
| 1997年4月5日   | しゃぶり姫 ～陰の章～                                    | リニューアル版である『陰の章 ～しゃぶり姫～』は2005年2月25日に発売。                             |
| 1997年11月1日  | ツーショットDiary95                                      |                                                                                                  |
| 1997年12月25日 | ミンク大作戦                                             | クロスオーバー作品。                                                                             |
| 1998年5月29日  | ツーショットDiary2大全集                                 |                                                                                                  |
| 1998年9月5日   | 美しき獲物たちの学園                                     |                                                                                                  |
| 1999年3月6日   | Touch me ～恋のおくすり～                                |                                                                                                  |
| 1999年4月24日  | ねこぱら ～ねこそぎ・ぱらダイス～                        |                                                                                                  |
| 1999年6月25日  | 手戯 ～てあそび～                                        |                                                                                                  |
| 1999年9月3日   | Fu・shi・da・ra                                          |                                                                                                  |
| 1999年12月22日 | 夜勤病棟                                                 | 『夜勤病棟』シリーズ第一作。                                                                     |
| 2000年2月25日  | ワンパラI&II                                             | 『WONPARAウォーズ』と『WONPARAウォーズII』のセット商品                                           |
| 2000年4月28日  | LoveMate ～恋のリハーサル～                              |                                                                                                  |
| 2000年6月23日  | ぺろぺろCandy2 Lovely Angels                             | 『ぺろぺろCandy ～陽の章～』の続編。                                                             |
| 2000年10月6日  | Love Call                                                |                                                                                                  |
| 2000年12月8日  | Mi・da・ra                                               |                                                                                                  |
| 2000年12月22日 | 夜勤病棟 ～特別盤～                                      | 『夜勤病棟』のファンディスク                                                                     |
| 2001年3月16日  | 椿色のプリジオーネ                                       |                                                                                                  |
| 2001年5月25日  | Lingeries                                                |                                                                                                  |
| 2001年7月19日  | 蒐集者 ～コレクター～                                    |                                                                                                  |
| 2002年1月11日  | Princess Knights                                         |                                                                                                  |
| 2002年5月24日  | Realize Me                                               |                                                                                                  |
| 2002年9月27日  | 破談屋                                                   |                                                                                                  |
| 2002年12月13日 | MISSION OF MURDER                                        |                                                                                                  |
| 2003年2月14日  | Danger Angel ～異常進化～                                | 『Dangel』の続編                                                                                 |
| 2002年7月26日  | 夜勤雀棟                                                 | 『夜勤病棟』シリーズ番外編。                                                                     |
| 2003年3月14日  | Dangel                                                   | 1995年に発売された同名作品のリメイク                                                             |
| 2003年5月9日   | 刻音色                                                   |                                                                                                  |
| 2003年7月11日  | 十六夜の花嫁                                             |                                                                                                  |
| 2006年12月22日 | 夜勤病棟 復刻版+                                         | 『夜勤病棟』のリメイク                                                                           |
| 2011年9月23日  | 夜勤病棟 CompleteBOX 上巻                                |                                                                                                  |
| 2011年11月25日 | 夜勤病棟 CompleteBOX 下巻                                |                                                                                                  |
| 2014年4月25日  | 13人の麗しきケダモノ                                     |                                                                                                  |
| 2015年9月25日  | LoveAndPeace                                             |                                                                                                  |
| 2016年7月29日  | 龍堂寺士門の淫謀                                         |                                                                                                  |
| 2017年4月28日  | 月下香 ～偽りの絆～                                      |                                                                                                  |
| 2017年6月23日  | 夜蝶の未来（ミク） ～調教ノ果テニ～                      |                                                                                                  |
| 2018年11月30日 | 熟した果実たち ～ママ隷奴・完全版～                      | 2018年にスナック・ファクトリーから発売された『ママ隷奴』シリーズの総集編であり、ブランド最終作。 |
| 2019年2月28日  | Mink Final Best Memorial Pack                            | 既存作品の人気投票BEST16作品の詰め合わせ                                                         |
| 2019年9月27日  | おかずのためのシーン鑑賞 女子校生編 Vol.1                |                                                                                                  |
| 2019年9月27日  | おかずのためのシーン鑑賞 女教師編 Vol.1                  |                                                                                                  |
| 2019年10月25日 | おかずのためのシーン鑑賞 妹編 Vol.1                      |                                                                                                  |
| 2019年11月29日 | おかずのためのシーン鑑賞 ナース編 Vol.1                  |                                                                                                  |
| 2019年12月27日 | おかずのためのシーン鑑賞 人妻編 Vol.1                    |                                                                                                  |
| 2020年1月31日  | おかずのためのシーン鑑賞 人妻編 Vol.2                    |                                                                                                  |
| 2020年3月6日   | おかずのためのシーン鑑賞 ナース編 Vol.2                  |                                                                                                  |
| 2020年4月6日   | おかずのためのシーン鑑賞 女子大生編 Vol.1                |                                                                                                  |
| 2020年5月15日  | おかずのためのシーン鑑賞 ナース編 Vol.3                  |                                                                                                  |
| 2020年6月26日  | おかずのためのシーン鑑賞 メイド編 Vol.1                  |                                                                                                  |
| 2020年7月3日   | おかずのためのシーン鑑賞 メイド編 Vol.2                  |                                                                                                  |
| 2021年4月16日  | 熟した果実たち ～ママ隷奴・完全版～ アニメーション追加版 |                                                                                                  |

| 発売年月日     | 作品名                                                  | 備考 |
| -------------- | ------------------------------------------------------- | --- |
| 2003年10月24日 | いっぱいしましょ                                        | |
| 2004年7月9日   | 仮想=現実 ～ハーレム・シミュレーター～                  | HD版の発売は 2011年11月22日 |
| 2005年12月29日 | しすたー・すきーむ ～お姉ちゃんとのシかたについて～     | 『しすたー・すきーむ』シリーズ第一作。HD版の発売は2011年7月22日。 また、HD版をもとにしたAndroid版は2013年12月28日より配信開始。 |
| 2006年6月15日  | メイドイン お仕事                                       | |
| 2010年2月19日  | しすたー・すきーむ2                                     | 『しすたー・すきーむ』シリーズ第二作。HD版の発売は2011年10月14日。                                                              |
| 2010年11月12日 | 不完全召喚 りぼる・さもなー -Revolving Summoner-        | |
| 2011年2月25日  | あまふたサンドイッチ!!! -AMA-AMA-FUTA-MATA-SANDWICH!!!- | |
| 2013年10月25日 | 机乙女。                                                | |
| 2014年12月19日 | しすたー・すきーむ3                                     | 『しすたー・すきーむ』シリーズ第三作。                                                                                          |

| 発売年月日       | 作品名                        | 備考                                                                    |
| ---------------- | ----------------------------- | ----------------------------------------------------------------------- |
| 2004年1月15日    | 夜勤病棟・弐                  | 『夜勤病棟』シリーズ。 1999年にミンクより発売された『夜勤病棟』の続編。 |
| 2004年4月15日 -  | ソドムの島 ～Night of Blind～ |                                                                         |
| 2004年12月10日   | 夜勤病棟・参                  | 『夜勤病棟』シリーズ                                                    |
| 2005年5月13日 -  | 七瀬恋                        | 『夜勤病棟』シリーズ番外編。                                            |
| 2005年10月28日   | NYMPHOMANIA                   | 『魔性の貌』のリメイク版。HD版の発売日は2012年3月30日。                 |
| 2005年12月9日 -  | 夜勤雀棟・弐                  | 2002年にミンクより発売された『夜勤雀棟』の続編。                        |
| 2006年11月10日   | 風間愛                        | 『夜勤病棟』シリーズ番外編。                                            |
| 2006年12月29日   | Swindle                       | HD版の発売日は2011年12月30日。                                          |
| 2008年8月14日    | Lingeries                     | 2001年にミンクより発売された同名作品の新装版。                          |
| 2008年10月24日 - | Fu･shi･da･ra again            |                                                                         |
| 2008年10月24日   | 美学 YURIKA&ASUNA             | 『美しき獲物たちの学園』のリメイク版                                    |
| 2008年10月31日   | 夜勤雀棟 壱・弐 復刻版+       | 『夜勤雀棟』二作のセット商品。                                          |
| 2009年4月10日    | 催眠学級                      | HD版の発売日は2012年2月3日。                                            |
| 2009年12月18日   | Hell Guide                    |                                                                         |
| 2010年6月25日    | SACRIFICE ～捨牌の行方～      |                                                                         |
| 2011年6月24日    | 真・夜勤病棟                  | 『夜勤病棟』のリメイク版                                                |
| 2012年1月27日    | 夜勤病棟 零                   | 『夜勤病棟』シリーズ。                                                  |
| 2012年3月2日     | 十六夜の花嫁HD                | 2003年にミンクより発売された同名作品のHD版。                            |

### M na RED
- 2005年8月26日 - HEAVEN ～Death Game～

### M ni AQUA
- 2007年5月11日 - 南の島に降る雪
- 2008年11月28日 - 恋の恋 ～れんのこい～
- 2009年2月27日 - 恋の恋 Others ～れんのこい・あざーず～

| 発売年月日     | 作品名                                                                                            | 備考 |
| -------------- | ------------------------------------------------------------------------------------------------- | --- |
| 2011年11月30日 | またにてぃもんすたぁず！～兎耳委員長と清く正しい肉体関係！～                                      | 『またにてぃもんすたぁず！』シリーズ第一話 |
| 2011年12月30日 | みとどけびと 第壱話 真夏に咲いた秋桜                                                              | |
| 2012年1月31日  | またにてぃもんすたぁず！～神狼会長と由緒正しき子作り宣言！～                                      | 『またにてぃもんすたぁず！』シリーズ第二話 |
| 2012年2月29日  | みとどけびと 第弐話 盛夏に違う二重想                                                              | |
| 2012年3月30日  | またにてぃもんすたぁず！～深窓の真祖とえっちでアブナイ真相追求！～                                | 『またにてぃもんすたぁず！』シリーズ第三話 |
| 2012年4月13日  | またにてぃもんすたぁず！ ハクア＆オオコ編                                                         | 『兎耳委員長と清く正しい肉体関係！』と『神狼会長と由緒正しき子作り宣言！』のセット商品                                                                 |
| 2012年5月1日   | 蜜壺～兄さん……わたしこんなに大きくなりましたよ～                                                  | リニューアル版である『いもうと ～蜜壺・完全版～』は2013年11月29日 発売。                                                                               |
| 2012年6月8日   | またにてぃもんすたぁず！～純情な淫魔と清純な不純異性交遊！～                                      | 『またにてぃもんすたぁず！』シリーズ第四話 |
| 2012年6月29日  | 痴漢電車                                                                                          | |
| 2012年8月3日   | またにてぃもんすたぁず！～4人の正妻と子作り新婚ハーレム性活！～                                   | 『またにてぃもんすたぁず！』シリーズ最終話 |
| 2012年9月7日   | 隷嬢メイド千鶴                                                                                    | |
| 2012年10月12日 | 人妻訪問接待 ～愛する夫に言えない肉体契約～                                                       | |
| 2012年12月7日  | ヌキッ!! SNACK-FACTORY SHORT STORIES vol.1                                                        | 『 痴漢電車』、『隷嬢メイド千鶴』、『人妻訪問接待 ～愛する夫に言えない肉体契約～』のセット商品                                                         |
| 2013年1月10日  | 禁断の秘穴 ～私のお尻でたくさん懺悔してください～                                                 | |
| 2013年2月22日  | またにてぃもんすたぁず！～デキちゃいましたっ！～                                                  | 『またにてぃもんすたぁず！』シリーズ総集編 |
| 2013年3月15日  | 兄貴のお嫁さんとちゅっちゅしたんだけど何か質問ある？                                              | |
| 2013年9月27日  | ヌキッ!! SNACK-FACTORY SHORT STORIES vol.2                                                        | 『みとどけびと』シリーズ、『 禁断の秘穴 ～私のお尻でたくさん懺悔してください～』、『兄貴のお嫁さんとちゅっちゅしたんだけど何か質問ある？』のセット商品 |
| 2014年2月28日  | 恋七夜                                                                                            | |
| 2018年3月30日  | ママ隷奴 vol.1 咲枝ママ編 ～恋をしたのは親友のママでした～                                        | 『ママ隷奴』シリーズ第1話 |
| 2018年4月27日  | ママ隷奴 vol.2 夏子ママ編 ～ボクがヤらなきゃ、誰かにママがヤられちゃうっ!?～                      | 『ママ隷奴』シリーズ第2話 |
| 2018年5月25日  | ママ隷奴 vol.3 智美ママ編 ～ウソつきはママのはじまり～                                            | 『ママ隷奴』シリーズ第3話 |
| 2018年6月29日  | ママ隷奴 vol.4 理花ママ編 ～イジワルなあの娘を可愛いママにする方法～                              | 『ママ隷奴』シリーズ第4話 |
| 2020年5月29日  | ママ隷奴 vol.1 咲枝ママ編 ～恋をしたのは親友のママでした～:アニメーション追加版                   | 『ママ隷奴』シリーズ第1話のリメイク |
| 2020年5月29日  | ママ隷奴 vol.2 夏子ママ編 ～ボクがヤらなきゃ、誰かにママがヤられちゃうっ!?～ アニメーション追加版 | 『ママ隷奴』シリーズ第2話のリメイク |

### Mink EGO
- 2013年1月11日 - お兄ちゃんにはぜったい言えないたいせつなこと。
- 2013年6月28日 - 義妹だからできること、妹じゃないとダメなこと。
- 2014年8月29日 - 僕の愛しい妹が寝取られちゃった理由
- 2015年3月27日 - 魔法少女の兄 ～下手な嘘と不良少年～
- 2017年9月29日 - 透明人間 挿れ喰い仲三
- 2018年1月26日 - いもうと ～蜜壺・第二章～

### その他
- 夜緊病闘-MIDNIGHT NURSE WARRIORS- - ミンク作品のヒロインが登場するソーシャルゲーム[17]。

### 書籍
- 田代浩章 編『Danger Angel〜異常進化〜マテリアルガイド (メディアックスムック 226)』メディアックス、2003年7月1日。ISBN 4-89613-926-7。
  - 「3Dキャラクターギャラリー」、82-83頁。

- minky 10周年記念特集号. ミンク. (2003年5月). pp. 2-13 - 『Danger Angel〜異常進化〜マテリアルガイド (メディアックスムック 226)』付属
  - 「10周年の軌跡、ミンクの横顔」, 『minky 10周年記念特集号』、2-4頁。
  - 「ナース・スタイル 永遠の癒し系」、6-7頁。
  - 「SOFT RELEASE」、13頁。
- 「ミンク大作戦」『電脳美少女虎の巻』（初）大洋図書、1998年5月15日、44頁。ISBN 4-88672-577-5。

### オンラインの情報源
- “美少女ゲームメーカー「ミンク」が2018年で“終演” 25年の歴史に幕 「夜勤病棟」シリーズなど”. ねとらぼ (2018年9月4日). 2019年10月4日閲覧。
- “【新春特別企画】［ザ・クリエイターズ ナウ］杉菜水姫（スギナミキ）氏インタビュー！”. TGSmart.   KADOKAWA (2016年1月6日). 2022年4月27日時点のオリジナルよりアーカイブ。2019年10月5日閲覧。